# Oakwood (metrostation)
Oakwood is een station van de metro van Londen aan de Piccadilly Line. Het station is geopend op 13 maart 1933 en is Grade II listed.

## Geschiedenis
In 1929 was besloten tot de verlenging van de Piccadilly Line aan beide kanten. De verlenging aan de westkant maakte gebruik van stations die al gebouwd waren voor de District Line. Aan de oostkant zou de lijn ten noorden van Finsbury Park met zeven stations worden verlengd . In november 1929 werd een achtste toegevoegd zodat het depot aan beide kanten een station kreeg. De bouw van de verlenging begon voor de nationalisatie in juli 1933 onder leiding van de Underground Electric Railways Company of London. Deze stelde Oakwood, Merryhills en East Barnet voor als namen voor het station maar het werd geopend als Enfield West en het jaar daarop werd het omgedoopt in Enfield West (Oakwood). 
Net als andere verlengingen van Underground lijnen, leidde ook de verlenging tot Cockfosters tot een snelle ontwikkeling van woningbouwprojecten en een groot deel van het open landschap dat bestond toen in 1930 de bouw begon, werd snel bedekt door nieuwe buitenwijken. Het station bevond zich in het gebied van Southgate Council en niet in het naburige Enfield. Na protest van de gemeente, werd het op 1 september 1946 omgedoopt in Oakwood.

## Ligging en inrichting
Het station ligt in Oakwood aan de westrand van Enfield bij de kruising van Bramley Road ( A110 ) en Chase Road die tussen het station en Southgate loopt.
Het stationsgebouw is een goed voorbeeld van de ontwerpen die Charles Holden maakte voor de verlengingen van de Piccadilly Line in het interbellum. Het hele ontwerp weerspiegelt de verhoudingen van de klassieke architectuur, zij het in een duidelijk 20e-eeuws jasje. De dubbele kubus, met een voorgevel die twee keer zo breed is als de hoogte en de zijgevels, als een grote en imposante stationshal vormt het hart van het station en wordt geflankeerd door lagere gebouwen met winkels. Het plafond van de stationshal is bijzonder gedurfd en monumentaal. Het station is vergelijkbaar met Holden's ontwerpen voor Sudbury Town en Acton Town die langs de westelijke verlenging werden gebouwd. Oakwood is in 1971 op de monumentenlijst gezet.

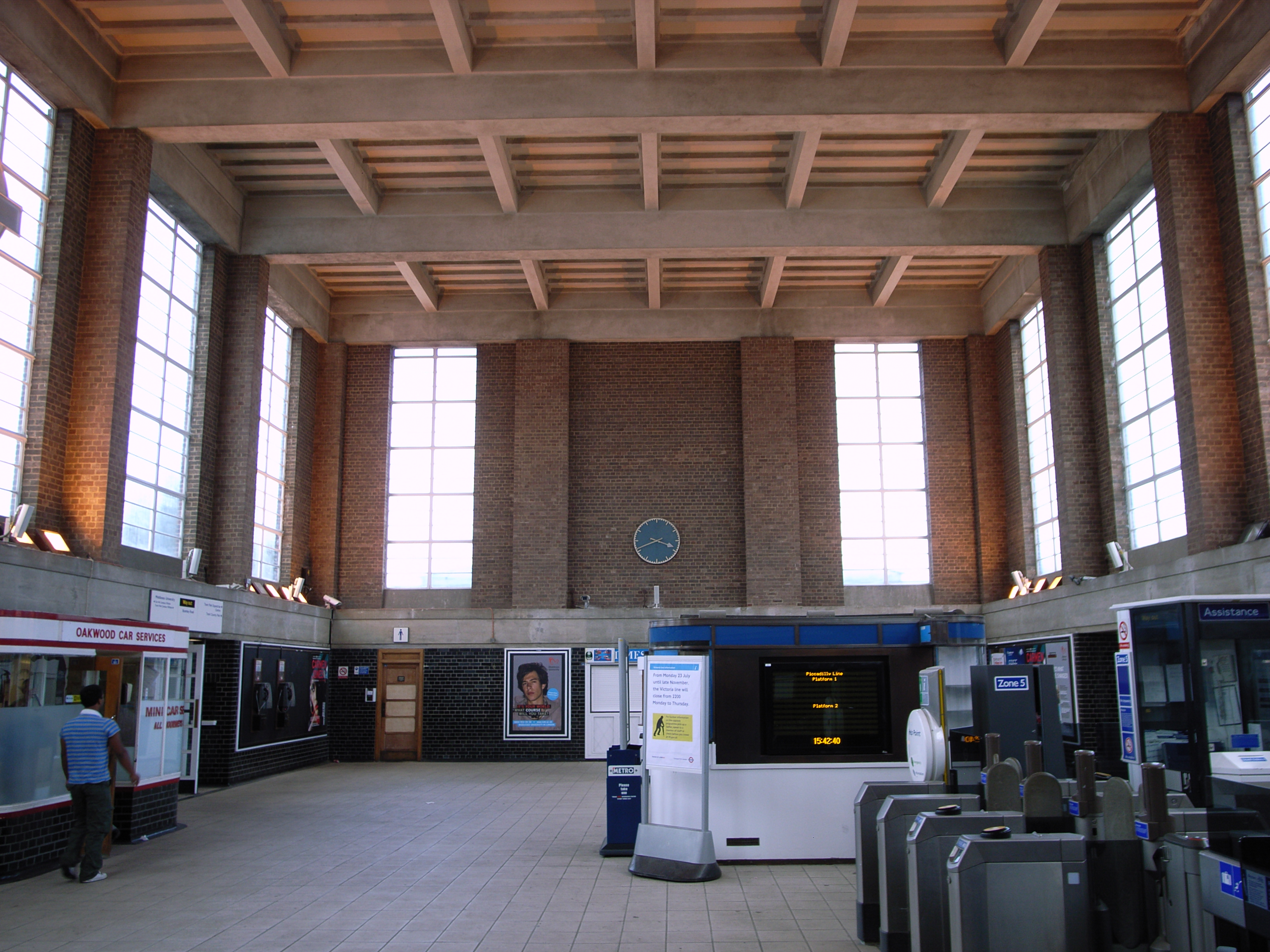
De stationshal van binnen.
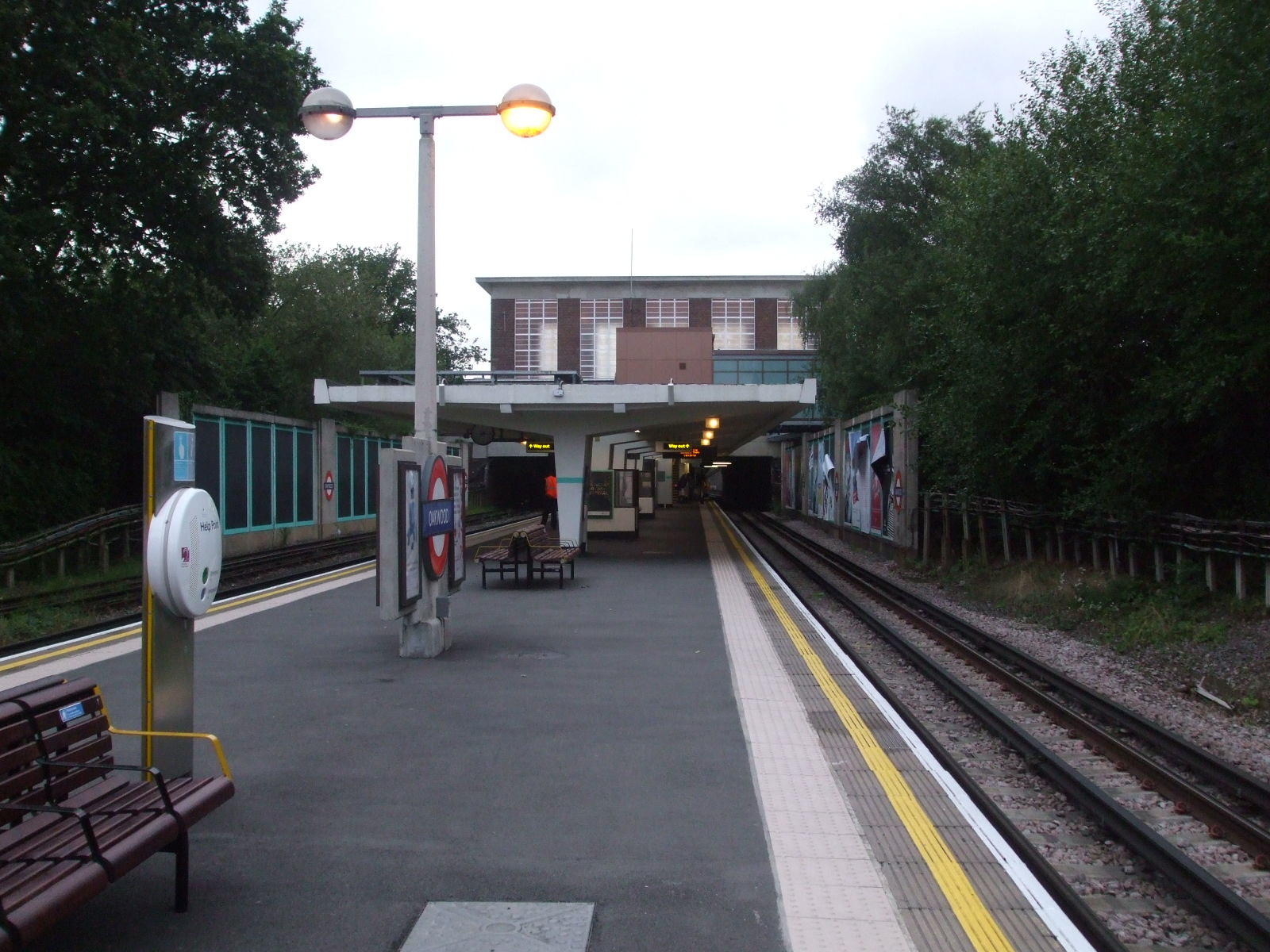
Het perron gezien uit het oosten.
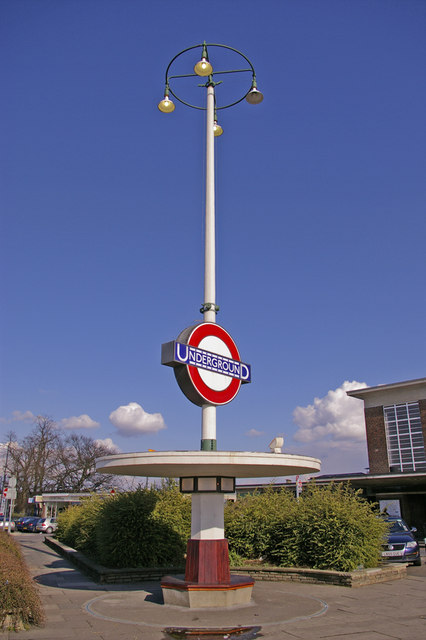
De Art Deco bank met afdak en undergound roundel op het stationsplein.

Het eilandperron ligt tussen de twee doorgaande sporen, aan de zuidkant ligt ook nog een opstelspoor dat aan de oostkant doodloopt en aan de westkant met het depot van Cockfosters verbonden is. De doorgaande sporen lopen onder het stationsgebouw door en liggen in westelijke richting aan de noordrand van het depot. Door wissel zijn ze eveneens verbonden met het depot en aan de oostkant ligt ook nog een overloopwissel tussen de sporen. Aanvankelijk was het perron alleen met vaste trappen met de stationshal verbonden. Van begin oktober 2006 tot december 2007 werd door London Underground een verbeteringsprogramma van £ 10 miljard doorgevoerd. Voor Oakwoord betekende dit de plaatsing van een lift waarmee het perron rolstoeltoegankelijk werd. Verder werden een nieuw omroepsysteem aangebracht, nieuwe bebording opgehangen en de camerabewaking van 2 tot 29 camera's uitgebreid.

## Reizigersdienst
De normale dienst rijdt ten westen van het station door tot Cockfosters, in de vroege ochtend beginnen en late avond eindigen een aantal diensten in Oakwood en komt resp. gaat het materieel meteen uit/naar het depot. Daarnaast ligt er een overloopwissel om te kunnen keren. Er ligt een voorstel om de capaciteit te vergroten door een extra perron te bouwen langs het bestaande opstelspoor.

## Fotoarchief
- London Transport Museum Photographic Archive
  - Het kruispunt Bramley Road / Chase Road in september 1930 met de aankondiging van de bouw van het station.
  - Blik naar het zuid-oosten met de perrons in aanbouw in een nog open landschap, oktober 1932.
  - Exterieur van Enfield West in april 1933.
  - Stationshal met zichtbare draagconstructie voor het betonnen dak, april 1933.
  - Blik naar het oosten vanaf het perron in juli 1934 door een nog open landschap.
  - Dezelfde plek in augustus 1936, inmiddels met woningen langs het spoor.